# Grunge
El moviment grunge forma part del gènere de música alternativa, nascuda a finals dels anys 80 a Seattle (també és conegut com el so de Seattle). La música grunge s'inspira en el punk, heavy metal i rock alternatiu. Les característiques d'aquest so són les seves guitarres brutes i distorsionades, bateries pesades i lletres angoixants.
En els seus inicis, l'estil grunge va créixer a partir de segells de música independent com Sub Pop. Parteix d'influències de grups com The Melvins, Malfunkshun i Green River; alhora són considerats "pares" del grunge.
A principis dels anys 90 fou quan aquest moviment gaudí de més èxit comercial arran de la publicació de Nevermind de Nirvana i Ten de Pearl Jam.